# Helix Bridge
Die Helix-Brücke (früher auch Double Helix Bridge bzw. Doppelhelix-Brücke) ist eine Fußgängerbrücke, die das Marina Centre mit Marina South innerhalb Marina Bay von Singapur verbindet. Sie überquert den Marina Channel, der sich kurz nach der Mündung des Singapore River in die Marina Bay an der Grenze der Planungsgebiete Downtown Core und Marina East befindet. Offiziell wurde die Brücke am 24. April 2010 eröffnet, de facto schon teilweise zuvor im Zuge der Bauarbeiten von Marina Bay Sands. Die Brücke befindet sich neben der Benjamin Sheares Bridge. Sie besteht – neben der genannten „Helix-Brücke“ für Fußgänger – aus einer parallel verlaufenden Fahrzeugbrücke, die später den Namen Bayfront Bridge erhielt. Das Bauwerk wurde am 18. Juli 2010 eröffnet, um den Wanderweg um Marina Bay zu vervollständigen.

## Architektur
Das Architekten-Konsortium wurde aus einem internationalen Team von Architekten aus Australien und einem lokalen Architekturbüro (Architects 61) gebildet. Verantwortlicher Ingenieur war Tristram Carfrae von Arup.
Aus Fritte-Glas und Lochblech gefertigte Überdachungen entlang der inneren Spirale bieten während der heißen Sommertage Schatten für die Fußgänger. Die Brücke hat an vier strategischen Stellen Aussichtsplattformen, die einen beeindruckenden Blick auf die Stadtsilhouette von Singapur und Veranstaltungen im Marina Bay bieten. In der Nacht wird die Brücke durch eine Reihe von Lichtern beleuchtet, die die Struktur der Doppelhelix hervorheben und ein besonderes visuelles Erlebnis für die Besucher schaffen sollen.
Die vier Nukleinbasen der DNS werden durch Paare von farbig leuchtenden Buchstaben „C“ und „G“, sowie „a“ und „t“ (Cytosin, Guanin, Adenin und Thymin) dargestellt.
Nach Angabe der Binnenverkehrsbehörde des Verkehrsministeriums ist das Bauwerk eine Weltneuheit in Architektur- und Brückendesign.
Das Bauwerk gewann die Auszeichnung „Weltbeste Verkehrsgebäude“ bei den World Architecture Festival Awards noch im Jahr der Eröffnung.